# Saint-Martin-de-Fontenay
Saint-Martin-de-Fontenay – miejscowość i gmina we Francji, w regionie Normandia, w departamencie Calvados.
Według danych na rok 1990 gminę zamieszkiwały 1884 osoby, a gęstość zaludnienia wynosiła 176 osób/km² (wśród 1815 gmin Dolnej Normandii Saint-Martin-de-Fontenay plasuje się na 103. miejscu pod względem liczby ludności, natomiast pod względem powierzchni na miejscu 461.).